# Auguste-Rosalie Bisson
Pour les articles homonymes, voir Bisson.
Auguste-Rosalie Bisson né le 1er mai 1826 à Paris et mort le 22 mai 1900 à Paris (6e arrondissement), est un photographe français.

## Biographie
Auguste-Rosalie Bisson est le fils de Louis-François Bisson et de Marie Anne Rosier, demeurant 6 rue du Caire. Bisson fut actif de 1841 jusqu'à sa mort en 1900. Il était le fils du peintre héraldique Louis-François Bisson et le frère de Louis-Auguste Bisson (1814 - 1876). Il collabora avec Louis-Auguste dans le studio photographique des Frères Bisson de 1852 à 1863.

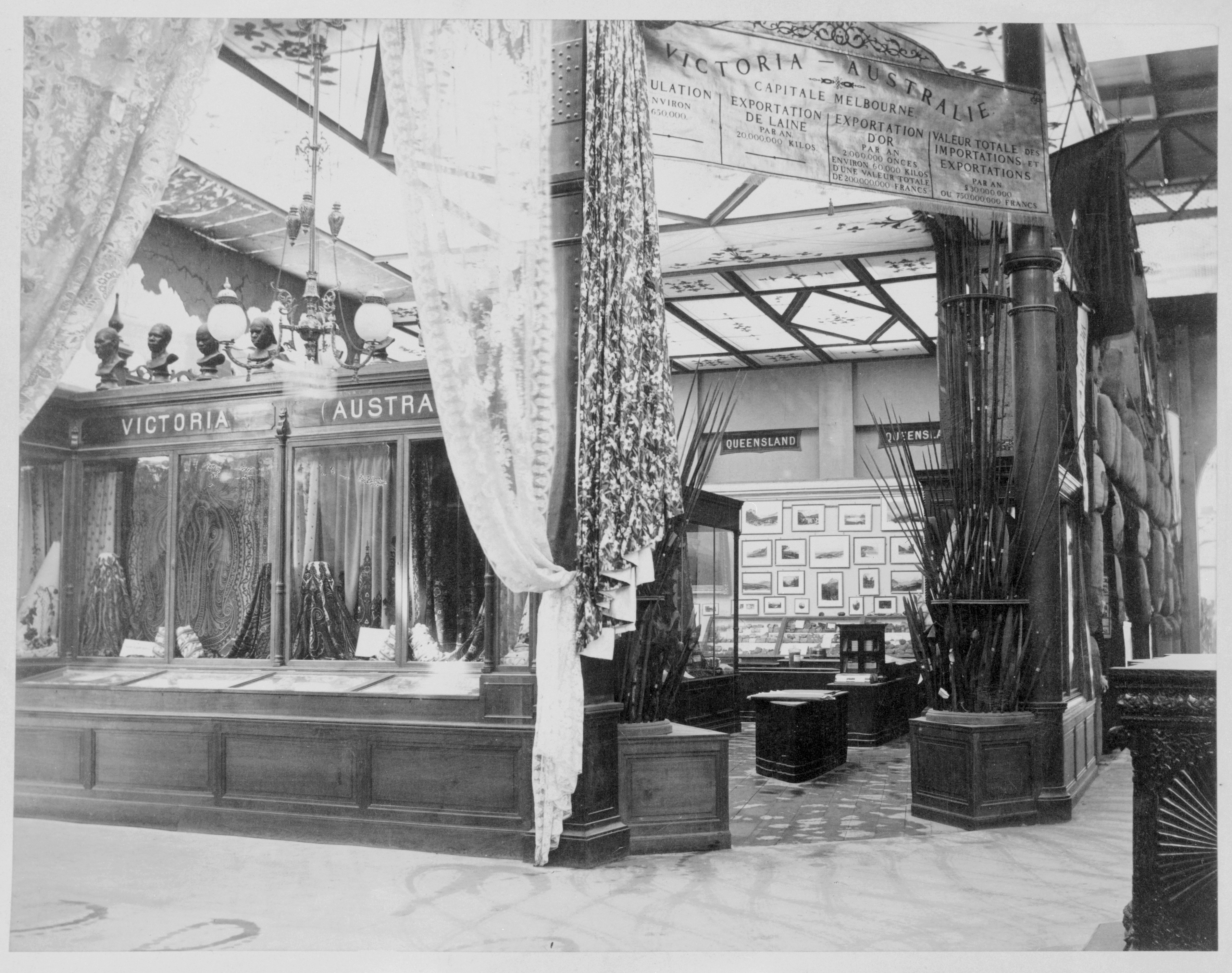

Auguste-Rosalie Bisson a pris la première photographie du sommet du mont Blanc, pendant l'été 1861.